# 高思雍
高思雍（？年—？年），字仲和，山東省定陶縣人，廪貢，雍正年間在四川歷任州縣官員。

## 生平
- 康熙五十三年，任河南項城縣知縣[1][2][3]
- 雍正三年，任四川省順慶府鄰水縣知縣[4][5]
- 雍正四年十一月二十五日，代辦渠縣知縣[6]
- 推陞中書科中書舍人，以陞銜留任[7]，雍正八年，任眉州直隸州知州[8][9][10]
- 署理成都府知府
- 護理建南道[11]